# Rotguss
Als Rotguss (auch Rotmessing, Mehrstoff- oder Maschinenbronze) wird eine Reihe von metallischen Werkstoffen bezeichnet. Es handelt sich dabei um Legierungen auf Kupferbasis, die für viele technische Produkte Verwendung finden.

## Begriffserklärung
Der Begriff „Rotguss“ ist im deutschsprachigen Raum als Handelsname seit Beginn des 20. Jahrhunderts in Gebrauch und leitet sich von der dem Kupferrot angenäherten Farbe der Legierungen der Gruppe CuSnZnPb ab. In der älteren Literatur gilt der Begriff „Rotguss“ gelegentlich als „veraltet“, dessen ungeachtet ist es weiterhin die in Fachkreisen gängige Handelsbezeichnung.
„Veraltet“ nimmt darauf Bezug, dass man nicht erst seit dem 12. Jahrhundert verstand, größere Bildwerke aus einer Kupfer-Zinn-Zink-Blei-Legierung im Wachsausschmelzverfahren herzustellen. Bei Apothekenmörsern findet sich vom Niederrhein bis nach Italien seit dem 15. Jahrhundert die für Rotguss typische Vierstofflegierung. Mittels neuzeitlicher analytischer Verfahren wurde festgestellt, dass man schon in der „klassischen“ Bronzezeit Bildwerke aus einem Vierstoffsystem herstellte, weil vermutlich empirisch gefunden wurde, dass solche gegen Witterungseinflüsse beständiger und auch besser gießbar waren als solche aus reiner Zinnbronze.
Kupfer-Zinn-Zink-Blei-Legierungen sind in der DIN EN 1982 mit den Kurzzeichen CC 490 K bis CC 493 K aufgeführt. Die ausführlicheren Bezeichnungen, wie CuSn3Zn8Pb5-C (zugehörige DIN-Nummer CC490K) besagen, dass der Kupferbasis von 81 bis 90 % noch 1,5–11 % Zinn, 1–9 % Zink, sowie nach Bedarf 1–8 % Blei zugefügt sind; das nachgestellte C verweist auf die Verwendung für Gussprodukte (engl. cast gleich deutsch „gegossen“).

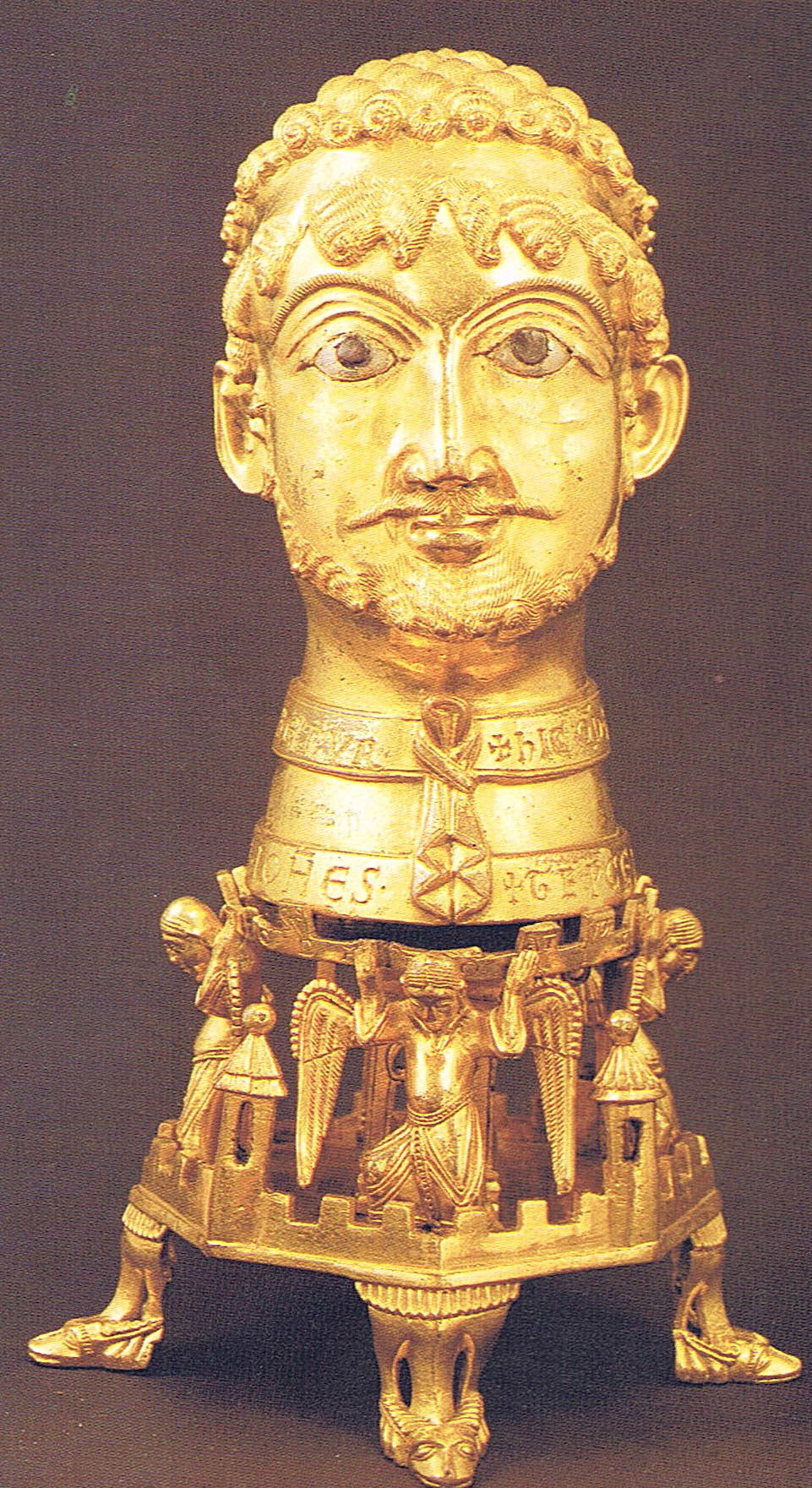
Cappenberger Kopf
aus Rotguss, vor 1158, Cappenberg

Der Bleizusatz unterscheidet die Rotgusslegierungen von den farblich ähnlichen Tombaken (Messinglegierungen wie Goldtombak, Similor, Talmi), mit Zink als einzigem, zumindest aber Hauptlegierungselement.
Die Literaturangaben zu Rotguss sind teilweise widersprüchlich. Im Englischen heißen Legierungen aus 90 % Kupfer mit 10 % Zinn „gunmetal“. Davon ausgehend findet sich verschiedentlich die Gleichsetzung von Gunmetal mit Rotguss. Präziser ist dagegen die Benennung von Rotguss als „leaded red brass“ (Rotmessing mit Bleizusatz) oder auf Französisch „bronze d’étain au zinc“ (Zinnbronze mit Zinkzusatz), auf Italienisch „ottone rosso“ (Rotmessing).

## Von der Kanonenbronze zur Maschinenbronze

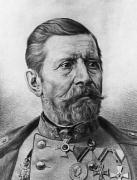
Die Stahlbronze von Franz Freiherr von Uchatius galt zu ihrer Zeit als außergewöhnlich modern. Ein Großteil der Geschütze von Österreich-Ungarn im Ersten Weltkrieg waren aus ihr gefertigt.
(1811–1881)

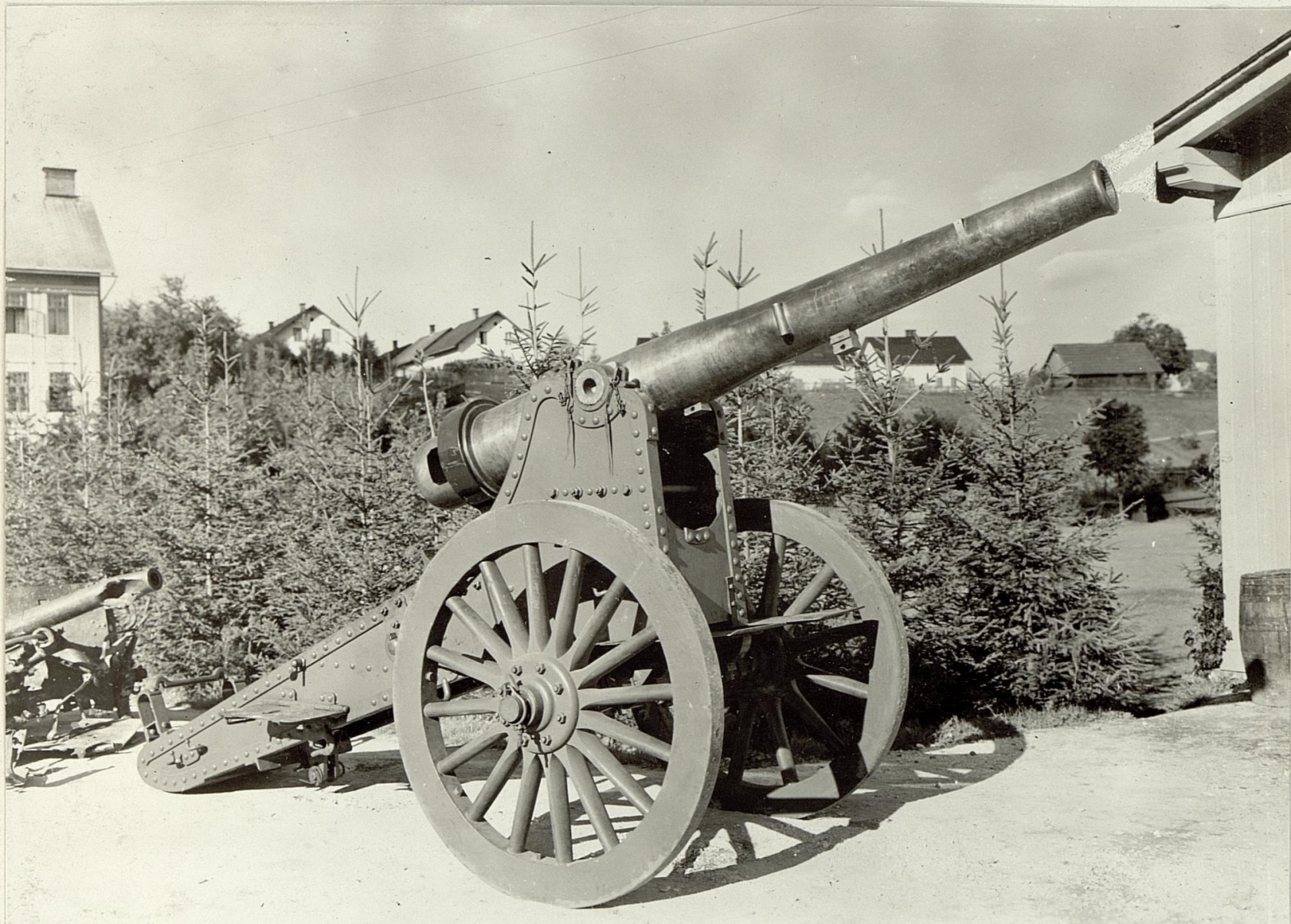
Die 12-cm-Kanone M. 80 wurde im Ersten Weltkrieg eingesetzt. Das Rohr war aus Stahlbronze.

Ursprünglich wurde eine zu Geschützrohren verarbeitete Cu90Sn10-Legierung wegen ihrer relativen Härte unter gebrauchsüblicher Belastung als „Kanonenbronze“ bezeichnet. In England nannte man diese Legierung, ebenso wie eine Weiterentwicklung des 19. Jahrhunderts mit zusätzlichen 1,5 % Zink, den Verwendungszweck hervorhebend, „Gunmetal“.
Mit dem Aufkommen des Stahls wurde manche Kanonen mit ein Seelenrohr aus Stahl mit einem Mantel aus Kanonenbronze gefertigt, um dem Gasdruck der Treibladung besser standzuhalten. 1859 wurden erstmals durch Friedrich Krupp Geschützrohre ausschließlich aus Stahl hergestellt (Kruppstahl). Bis dahin waren Rohre aus Gunmetal den überkommenen, innen glatten, gusseisernen oder bronzenen Rohren eindeutig überlegen. Im Bestreben, die Legierungen weiter zu verbessern, entstanden dabei auch zahlreiche Variationen. Heute sind davon allenfalls noch die Rübel- und die Uchatiusbronze bekannt, letztere auch „Stahlbronze“ genannt, weil sie zu besonders dichten Abgüssen führt.
Der wichtigste Grund für die Ablösung des „Gunmetal“ durch „Kruppstahl“ war die bessere Warmfestigkeit des Stahls, somit die wesentlich geringere Gefahr einer Überhitzung des Geschützrohrs bei rascher Schussfolge. Gunmetal verliert bereits ab 200 °C an Festigkeit, normaler, warmfester Stahlguss zeigt einen Abfall erst bei 600 °C, hitzebeständiger, legierter Stahlguss erst bei mehr als 1000 °C. Stählerne Geschützrohre konnten weiterhin gezogen und drilliert werden; durch den Drall wurde die Treffgenauigkeit der Geschosse erheblich verbessert.
Nach dem Ende seiner militärischen Nutzung wurde Gunmetal Grundlage gut bearbeitbarer Mehrstofflegierungen für die sich rasch entwickelnde Eisenbahntechnik. Dass es vorteilhaft ist, einer Zinnbronze etwas Zink zuzulegieren, hatte das verbesserte Gunmetal bereits bewiesen. Um die Bearbeitbarkeit zu erleichtern, wurde nun zusätzlich noch Blei zulegiert. Diese neuen Legierungen nannte man „Maschinenbronzen“, obwohl es sich metallurgisch korrekt um niedriglegierte, kupferreiche Messinge handelte und nicht um Bronzen.
Die von der Höhe des Zinkzusatzes bestimmten Farb- und Eigenschaftsveränderungen der Legierungen lassen die Übergänge zwischen Bronzen und Messingen fließend erscheinen. Die Literatur gibt zudem weiten Spielraum für eine präzise Definition. So werden als Maschinenbronze oder Rotguss – erstmals im deutschen Sprachraum den Begriff Gunmetal ersetzend – Legierungen aufgeführt, die außer den bronzetypischen Bestandteilen Kupfer und Zinn schon bis zu 8 % Zink und 8 und mehr Prozent Blei zu Lasten des Zinnanteils enthalten dürfen. Der Duden (Deutsche Rechtschreibung, Bd. 1, Mannheim 1991) nennt Rotguss eine Gussbronze, was gleichermaßen terminologisch nicht korrekt ist. Eine klare Unterscheidung findet sich erst bei höheren Zinkzusätzen zur Kupferbasis, weil hier die Grenze zwischen einer Mehrstoffbronze und einer Messinglegierung durch Zinkgehalte der Legierung zwischen 42 % und 37 % bestimmt wird, man ausnahmslos von Armaturenmessing, Druckgussmessing und Messingknetlegierungen spricht. Das englische „naval brass“ (deutsch „Marine-Messing“) ist eine Vierstofflegierung aus 62 Teilen Kupfer, 37 Zink und je 0,5 Teilen Zinn und Blei und angesichts der Massenverhältnisse ein Messing und keine Bronze.
Meyers Konversationslexikon, Ausgabe 1897, verweist beim Stichwort Rotguss auf Messing und nennt dort eine auf der Basis Kupfer-Zink aufbauende Messingsorte „Rotguss“ oder auch „Rotmessing“. Dies im Gegensatz zu Tombak und anderen zinkhaltigen Legierungen, die mit steigendem Zinkanteil schließlich dem Gelbguss, also dem heute so verstandenen Messing, zugeordnet werden. „Rotmessing“, eine im Italienischen als „ottone rosso“ bis heute korrekte Bezeichnung, bedeutete eine farbliche Abgrenzung gegenüber dem Gelbguss, den man in „Gelbgießerei“ genannten Betriebsstätten herstellte. Abgeleitet wurde das im 18. Jahrhundert aus dem niederländischen Begriff des „Geelgieters“. Sich gegenüber den Gelbgießern begrifflich abzugrenzen, gelingt bis ins 20. Jahrhundert nur den Bronzegießereien. Aus dem 15. Jahrhundert wird zwar von „Rotgießern“ berichtet, doch soll es sich dabei um Kupfergießer in Unterscheidung zu den Zinngießern gehandelt haben.
Das noch bis ins 19. Jahrhundert mehr handwerklich als industriell betriebene Vergießen von Metallen verlangte aus betriebswirtschaftlichen Gründen eine Zusammenfassung aller auf einem Basismetall beruhenden Gießereiaufgaben. Es entstanden „Schwermetallgießereien“ für Bronzen, Messinge und Rotguss und „Leichtmetallgießereien“ für Aluminium- und Magnesiumlegierungen, jeweils mit der Fähigkeit, ein breites Programm von Anforderungen wissensmäßig und fertigungstechnisch bedienen zu können. Spezialisten wie die Druckgießer blieben noch für einige Zeit ausgenommen, ferner Blei-, Zink- und Zinngießer, viele mehr dem Kunsthandwerk als der Industrie verbunden.

## Von der Maschinenbronze zum Rotguss
Nach der Kruppschen Erfindung des Gussstahls im Jahr 1859 verloren die Geschützbronzen, also auch das Gunmetal, ihre militärische Bedeutung. Dieser Verlust wurde allerdings rasch durch die Entwicklung des Eisenbahnwesens ausgeglichen, zuerst im Lokomotivbau. Es stellte sich heraus, dass die Mehrstofflegierungen auf Kupferbasis mit Zusätzen von Zinn, Zink und Blei gut gieß- und bearbeitbar waren und zudem noch ausgezeichnete Gleit- und Notlaufeigenschaften aufwiesen, was sie als erstes zum gesuchten Werkstoff für Gleitlager und Buchsen machte. Mit einem Nickelzusatz bis zu 2,5 % wurde zudem nicht nur die Zähigkeit verbessert, die damit verbundene Erhöhung der Festigkeit erlaubte eine Reduzierung der Wandstärken und nicht zuletzt wurde die Kavitationsbeständigkeit gegenüber Seewasser erhöht.
In seltenen Fällen wurde auch Antimon als Legierungsbestandteil eingesetzt.
Variationen in der Zusammensetzung machten es möglich, der Industrie sowohl Lager für normale als auch für hohe, schnelllaufbedingte Beanspruchung zu liefern. Weitere Anwendungsgebiete ergaben sich bei bewegungsbeanspruchten Maschinenteilen aller Art wie Zahnrädern und Ritzeln, bei Pumpengehäusen und druckdichten Armaturen. Angesichts dieser bereits im 19. Jahrhundert gewonnenen Erkenntnisse festigte sich in Deutschland der Begriff „Maschinenbronze“. Schon im 20. Jahrhundert wurde diese Bezeichnung aber wieder durch die bis heute geltende Handelsbezeichnung „Rotguss“ verdrängt.

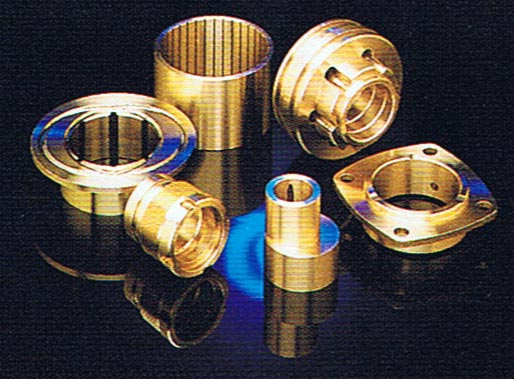
Fertigteile aus Kupfer-Zinn- und Kupfer-Zinn-Zink-Gusslegierungen
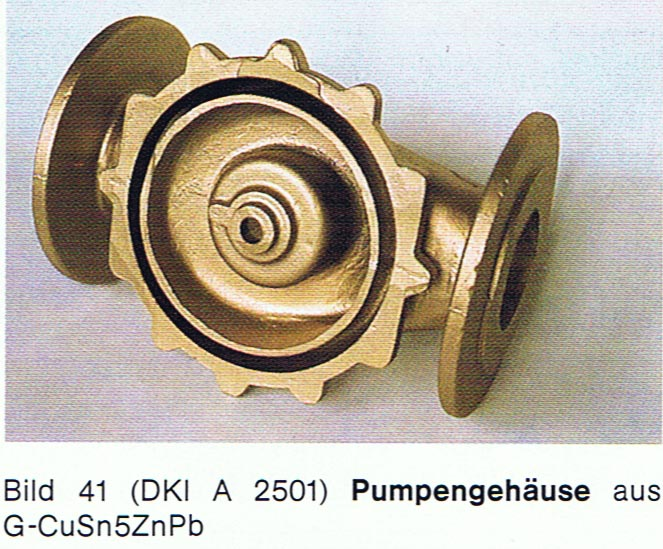
Pumpengehäuse aus G-CuSn5ZnPb
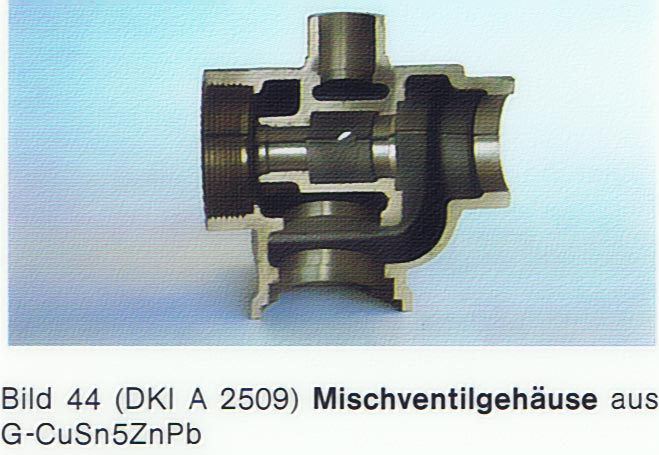
Ventilgehäuse aus G-CuSn5ZnPb

## Die genormten Kupfer-Zinn-Zink-Legierungen
(Tabelle gemäß Deutsches Kupfer-Institut)
Kupfer-Zinn-Zink-Gusslegierungen (Rotguss)
Normung nach DIN EN 1982, zuvor DIN 1705
- CuSn7Zn4Pb7 C CC493K auch als RG7 (Rotguss 7) bezeichnet, dies bezogen auf Zinnanteil
- CuSn7Zn2Pb3 C CC492K
- CuSn3Zn8Pb5 C CC490K
- CuSn5Zn5Pb5 C CC491K auch als RG5 (Rotguss 5) bezeichnet.
- RG7 und RG5 sind die beiden mehrheitlich vergossenen Legierungen dieser Gruppe.

Nickelzusätze bis 2 % sind in allen Fällen noch normgerecht, da Nickel zumeist dem Kupfergehalt zugerechnet wird.
Bei Anwendung für Rotgussarmaturen im Trinkwasserbereich ist nach DIN 50930 Teil 6 der Blei- und Nickelanteil zu reduzieren.
Hinsichtlich des Gefügezustandes gilt in Gegenwart von niedrigschmelzendem Blei (327 °C), dass es die aus der Erstarrungsschrumpfung resultierende, interdendritische Hohlräume ausfüllt.

## Schmelzeführung und Behandlung
Die Schmelzeführung im Schmelzaggregat, wie auch die Schmelzebehandlung im Interesse optimierter Gussqualität, unterscheidet sich für Rotguss, gleich ob es sich um Formguss oder Formateguss handelt (zumeist als Halbzeug in Form stranggegossener Ronden) nicht von dem, was grundsätzlich für alle Kupferlegierungen gilt, die keine leichter als Kupfer oxidierbaren Legierungsbestandteile – wie etwa Aluminium – enthalten. Kupfer und seine Legierungen neigen zur Wasserstoffaufnahme. Diese kann bereits durch die Umgebungsluft beim Einschmelzen bedingt sein, aber auch vom Einsatz mitgebracht werden. Kathodenkupfer (Blistercopper) ist immer wasserstoffhaltig, recycliertem Altmetall können organischen Verunreinigungen (Öl- und Fettreste) anhaften. Eine Ofenführung mit Luftüberschuss, die oxidierende Schmelzweise, hilft bei der Verbrennung von Wasserstoff und Kohlenwasserstoffen und führt zu einer Schmelze mit Sauerstoffüberschuss in Form von Kupferoxid und Oxiden der Begleitelemente. An diesem die Vergießbarkeit und das Erstarrungsgefüge negativ beeinflussendem Zustand ändert sich auch nichts dadurch, dass bei Temperaturen >1150 °C Zinkanteile der Schmelze als Zinkdampf flüchtig und an der Badoberfläche zu Zinkoxid werden. Beeinflussbarer, als die Oxide der sonstigen Begleitelemente – Zinnoxid tendiert dazu, in der Schmelze zu verharren und ist auch nicht reduzierbar – muss daher das Hauptaugenmerk dem Kupferoxid (Cu2O) gelten, um die Gießbarkeit der Schmelzen nachhaltig zu verbessern.
Der nach der Oxidation des Wasserstoffs zu flüchtigem H2O (Wasserdampf) verbleibende Sauerstoffüberschuss in kupferreichen Schmelzen wird nachfolgend durch die stark desoxidierende, also Sauerstoffatome an sich bindende Wirkung von zugefügtem Phosphor neutralisiert. Zwei Phosphoratome plus fünf von vorhandenem Kupferoxid kommende Sauerstoffatome werden zu der gleichfalls bei Schmelzetemperaturen flüchtigen Verbindung P2O5 (Phosphorpentaoxid). Bei 358 °C sublimiert sie und verlässt die Schmelze. Zufolge dieser Reduzierung der Kupferoxide wird die Schmelze dünnflüssiger und erlaubt es, nun auch den Zinnoxiden (ZnO, Dichte 5,6), sowie vergleichbaren, nicht reduzierbaren, oxidischen Reaktionsprodukten, zur Badoberfläche aufzusteigen und in die abzunehmende Schlacke einzugehen.
Das Problem jeder desoxidierenden Behandlung besteht allein darin, ein Gleichgewicht zu finden zwischen einem zu wenig an Sauerstoff, da dieser zu einer erneuten Wasserstoffaufnahme führen würde, und einem zu viel an wirksamem Sauerstoff. Damit verhindert man zwar Wasserstoffaufnahme, beeinflusst aber die Schmelzequalität negativ, weil Oxide grundsätzlich die Gussqualität negativ beeinflussen.
Für das Vergießen von Kupferlegierungen, und dazu gehört das in diesen Zusammenhängen besonders empfindliche Mehrstoffsystem Rotguss, gilt zusammengefasst: Zwischen oxidierendem und reduzierendem Schmelzen muss in vorausgehender Kenntnis der Einsatzqualität eine präzise Steuerung der Ofenführung erfolgen. Der Brenner ist luftüberschüssig, also oxidierend, zu fahren. Wichtiges Hilfsmittel bei der Oxidation des Wasserstoffs und wasserstoffhaltiger Verunreinigungen sind sauerstoffabgebende Zuschläge zur Schmelze. Je nach Menge des von ihnen aus geeigneten Verbindungen wie Nitraten freigesetzten und reaktionsfähigen Sauerstoffs kann man mit ihnen unerwünschte, leicht oxidierbare Elemente wie Aluminium entfernen oder zumindest merklich verringern. Die Behandlung der Schmelze wird mit einer Feineinstellung abgeschlossen, die bewirkt, dass die Schmelze oxidfrei ist und bleibt und dazu einen geringen, erneute Oxidbildung verhindernden Restphosphorgehalt aufweist. Bewirkt wird dies durch den Zusatz einer Kupfer-Phosphor-Vorlegierung (vorzugsweise CuP10) zur gießbereiten Schmelze. Die Praxis sieht die Zugabe von 0,25 % CuP10 vor, für die Schmelze sind dies 0,025 % Phosphor, die nach der Desoxidation noch einen Restphosphorgehalt von 0,05 % im Gussgefüge gewährleisten.

## Eigenschaften und Verwendung

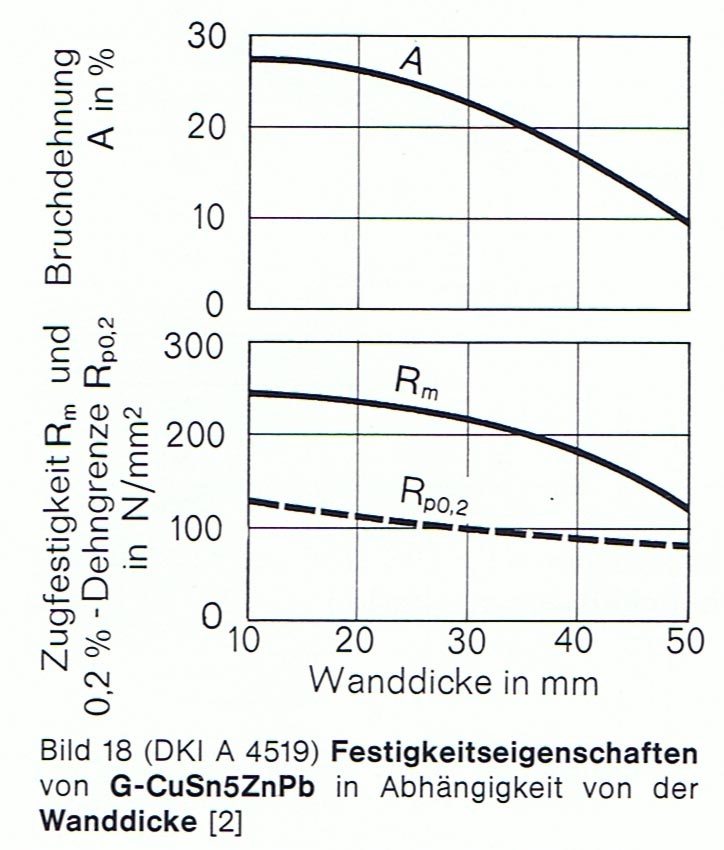

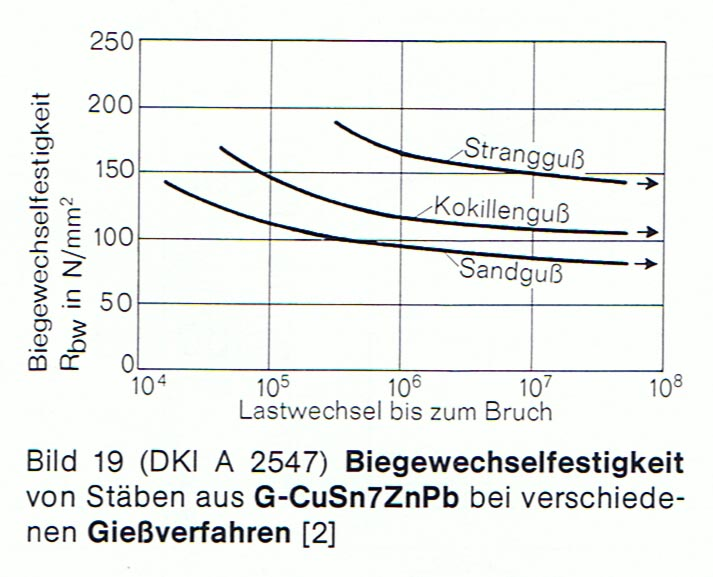

Der Handelsname Rotguss gibt für sich allein keine Auskunft über die Verwendungsmöglichkeiten. Die Bezeichnung Maschinenbronze ist aussagestärker, denn sie verweist auf die guten Gleiteigenschaften, die für Maschinen mit ihren beweglichen Teilen (Getriebeteile, Zahnräder) wichtig sind. Hinzu kommen die guten Gießeigenschaften der Legierungsgruppe. Die Legierung CuSn5Zn5Pb5 (vereinfachend RG 5 genannt) wird im Sandgussverfahren (Abguss in einmal verwendbare Sandformen) eingesetzt, wenn schwerere Teile mit an den Einsatz von Kernen gebundener Formgebung, etwa Pumpengehäuse oder vergleichbare Armaturen auf dem Gebiet der Heizungstechnik wie der Wasserversorgung, verlangt werden, aber kleinere Teile können auch im Kokillenguss (Abguss in metallische Dauerformen) hergestellt werden. Eine Einsatzbeschränkung für bleihaltigen Rotguss gibt es nur bei trinkwasserführenden Systemen. Die geltende Norm DIN 50930 Teil 6 verlangt bei allen dort eingebauten Teilen reduzierte Blei- und Nickelgehalte. Dem entspricht die Legierung CuSn7Pb3 mit < 0,2 % Nickel statt der sonst bei Rotguss tolerierten < 2,0 %. Für den Einsatz als Armaturen und Rohrverbindungen im Trinkwasserbereich wird eine DVGW-Zulassung verlangt.
Rotguss ist weniger fest, jedoch beständiger gegenüber aggressiven Inhaltsstoffen, die in manchen Gegenden im Trinkwasser enthalten sein können, als das oft alternativ verwendete Messing.
Für standardisierte Teile in Massenfertigung bietet die Legierung RG 5 den Vorteil, auch im Strang- und Schleudergießverfahren vergießbar zu sein und damit Halbzeug für zumeist mechanisierte Produktionsgänge zu liefern (Lagerbuchsen aller Größen). Die Zugfestigkeit liegt zwischen 180 und 300 N/mm², die jeweils höheren mechanischen Werte bei Zugfestigkeit, 0,2 % Dehngrenze und Bruchdehnung bringt die Legierung CuSn7Zn4Pb7 (RG 7), die bei etwas geringerer Härte bereits Notlaufeigenschaften (Unempfindlichkeit gegenüber zeitweisem Schmierungsausfall) aufweist und damit eine Grundforderung an einen Gleitlagerwerkstoff erfüllt. Beide Legierungen sind unempfindlich gegenüber Salzwasser, was sich bei Einsatz im Schiffbau bewährt. Sie sind sehr gut spanbar und je nach Gießverfahren bereits ab 830 °C vergießbar (Obergrenze 1020/1030 °C).
Die ungeachtet der fehlenden Zinkkomponente noch dem Rotguss zugeordnete Dreistofflegierung auf Kupferbasis mit Zinn- und Bleizusatz ist ein Lagerwerkstoff (Lagermetall), der wegen seiner besonders guten Notlaufeigenschaft verwendet wird.

## Wirtschaftliche Bedeutung
Die wirtschaftliche Bedeutung von Rotguss darf nicht an den ungleich größeren Zahlen für Eisenguss gemessen werden, sondern nur an seinem Beitrag zum Guss aus NE-Metallen und Legierungen und hier wieder innerhalb der Kupfersparte. Für das Jahr 2006 nennt der GDM eine Gesamtmenge von 998.000 t NE-Guss in Deutschland. Davon entfallen knapp 99.000 t auf den Kupferbereich und innerhalb dessen sind 67.782 t oder 68,7 % Rotguss, die sich auf Sandguss, Schleuderguss und Strangguss verteilen.

## Herangezogene Literatur
- Informationsdruck i25, sowie i025. Herausgeber DKI (Deutsches Kupfer-Institut, Düsseldorf).
- Werkstoffe, Handwörterbuch der technischen Waren und ihrer Bestandteile, Herausgeber Prof. Dr. Paul Krais, Verlag von Johann Ambrosius Barth, Leipzig 1921.
- Gießereilexikon, 17. Auflage, 1997, Verlag Schiele & Schön, Berlin, ISBN 3-7949-0606-3.
- Meyers Konversationslexikon, 5. Auflage, 1897, Bibliographischen Institut Leipzig und Wien.
- Guss aus Kupferlegierungen (Casting copper-base-alloys) aus dem Amerikanischen von Dipl.-Ing. Ernst Brunhuber, Schiele & Schön, Berlin 1986, ISBN 3-7949-0444-3, S. 181 f. und 227 f.
- Friedrich Kluge, Etymologisches Wörterbuch der deutschen Sprache, Walter de Gruyter, Berlin und New York 1975, ISBN 3-11-005709-3.
- Lexikon der Metalltechnik, Herausgeber Josef Bersch, A. Hartlebens Verlag, Wien. Pest. Leipzig, ohne Jahr. Volltext auf wikisource.org.

## Weiterführende Literatur
- siehe unter herangezogene Literatur: Ernst Brunhuber: „Guß aus Kupferlegierungen“
- DKI Informationsdruck i.25. Herausgeber Deutsches Kupfer Institut, Düsseldorf 12/2004